# Le Puiset
Le Puiset is een plaats en voormalige gemeente in het Franse departement Eure-et-Loir in de (regio Centre-Val de Loire en telt 412 inwoners (2005). De plaats maakt deel uit van het arrondissement Chartres. Le Puiset is op 1 januari 2019 gefuseerd met de gemeenten Allaines-Mervilliers en Janville tot de gemeente Janville-en-Beauce. 

## Geschiedenis
In de vroege middeleeuwen was deze plaats het middelpunt van een leenschap binnen het graafschap Blois en Chartres. De heren (of heersers) stamden van de graven van Breteuil af en hielden ook vaak de functie van burggraaf van Chartres aan als titel. Ze participeerden vaak in de Normandische veroveringen en de kruistochten van de 12e eeuw. Ze waren verwant met het koningshuis van Jeruzalem.

### Heren van Le Puiset
- Guilduin, graaf van Breteuil, burggraaf van Chartres
- Everhard I, graaf van Breteuil, burggraaf van Chartres
- Everhard II, graaf van Breteuil, burggraaf van Chartres
- Hugo I Blavans, heer van Le Puiset, burggraaf van Chartres
- Everhard III, heer van Le Puiset, burggraaf van Chartres (overl, c. 1099 op de Eerste Kruistocht; zijn broer Walram van Le Puiset was regent van het graafschap Edessa)
- Hugo II, regent van Le Puiset, burggraaf van Chartres (1096-1106), graaf van Jaffa (vader van Hugo II van Jaffa)
- Hugo III, heer van Le Puiset, burggraaf van Chartres
- Everhard IV, heer van Le Puiset, burggraaf van Chartres (broer van Hugo de Puiset, Bisschop van Durham)
- Hugo IV, heer van Le Puiset, burggraaf van Chartres, graaf van Bar-sur-Seine (overl, 1189)
- Milo IV, heer van Le Puiset, burggraaf van Chartres, graaf van Bar
- Simon de Rochefort, heer van Le Puiset, burggraaf van Chartres

## Geografie
De oppervlakte van Le Puiset bedraagt 7,9 km², de bevolkingsdichtheid is 52,2 inwoners per km².
De onderstaande kaart toont de ligging van Le Puiset met de belangrijkste infrastructuur en aangrenzende gemeenten.

## Demografie
Onderstaande figuur toont het verloop van het inwonertal (bron: INSEE-tellingen).